# Drolerie

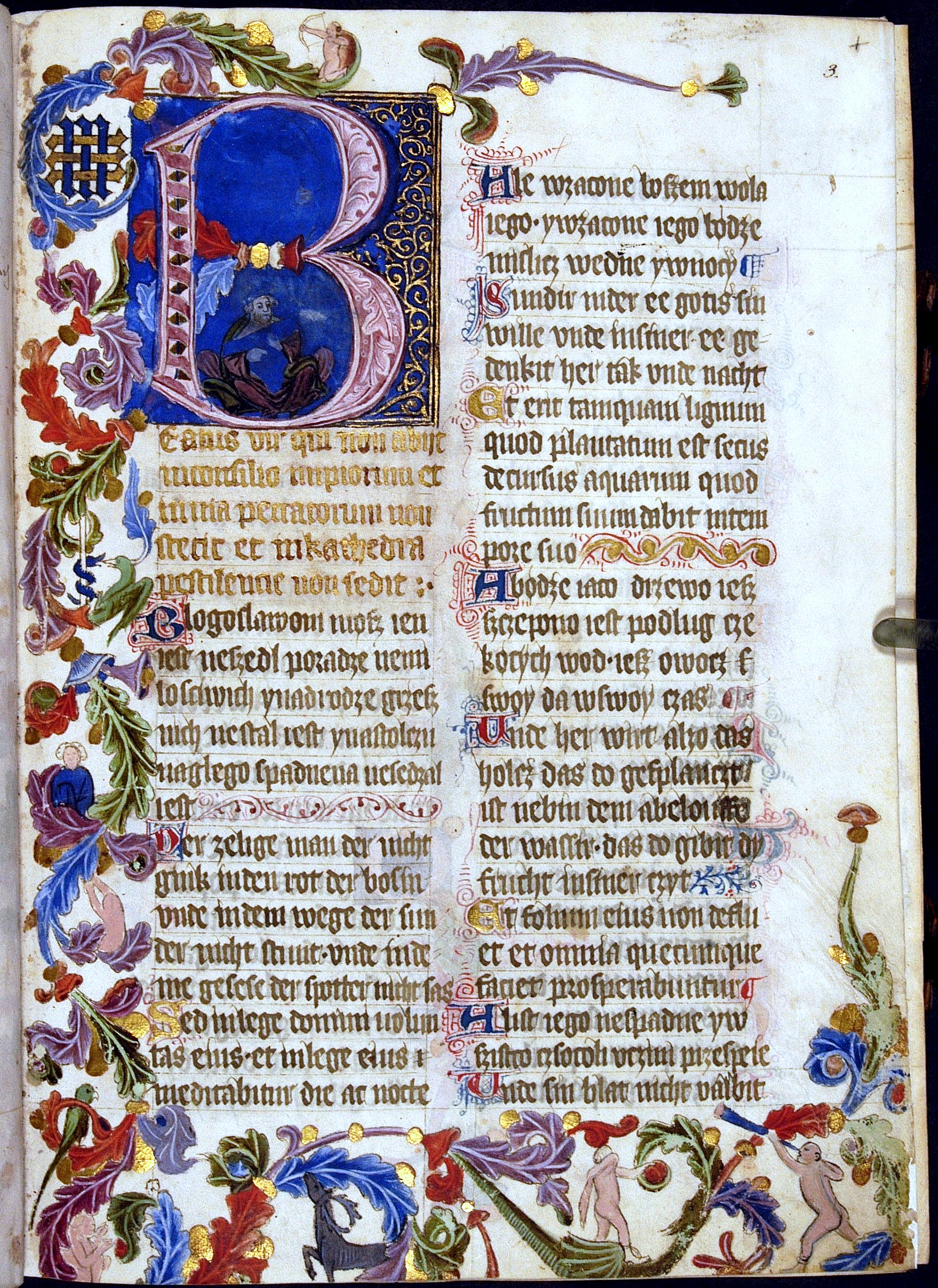
Drolerie na marginesie Psałterza floriańskiego

Drolerie (fr. drôlerie „żartobliwe”) – motyw dekoracyjny w postaci małych scenek figuralnych lub zwierzęcych, nacechowanych fantazją, humorem, groteskową deformacją i karykaturą.
Jest to motyw wprowadzany do dekoracji marginalnej w rękopisach gotyckich; popularny w iluminatorstwie angielskim i francuskim XIII i XIV wieku. Pierwszy raz wprowadzone w karolińskim malarstwie książkowym. Drolerie miały różne funkcje od symbolicznych do zwykłych elementów dekoracyjnych. Często była to zabawa iluminatora. Przykładem występowania takich motywów w literaturze polskiej jest Psałterz floriański i Graduał Jana Olbrachta.
Drolerie stosowano także na kapitelach, konsolach i fryzach. Szczególnie chętnie umieszczano je poniżej siedzeń na gotyckich stallach. W renesansie pojawiły się w malarstwie ściennym i grafice, w okresie baroku połączyły się z groteską i chinoiserie.